# Kate Shortman
Katherine Louise Shortman (conocida como Kate Shortman; Bristol, 19 de noviembre de 2001) es una deportista británica que compite en natación sincronizada.
Participó en dos Juegos Olímpicos de Verano en los años 2020 y 2024, obteniendo una medalla de plata en París 2024 en la prueba dúo. En los Juegos Europeos de Cracovia 2023 consiguió una medalla de bronce.
Ganó tres medallas en el Campeonato Mundial de Natación, en los años 2023 y 2024, y dos medallas en el Campeonato Europeo de Natación de 2024.

## Palmarés internacional
| Juegos Olímpicos   | Juegos Olímpicos   | Juegos Olímpicos  | Juegos Olímpicos |
| Año                | Lugar              | Medalla           | Prueba           |
| ------------------ | ------------------ | ----------------- | ---------------- |
| 2024               | París (Francia)    | Medalla de plata  | Dúo              |
| Campeonato Mundial |                    |                   |                  |
| Año                | Lugar              | Medalla           | Prueba           |
| 2023               | Fukuoka (Japón)    | Medalla de bronce | Solo libre       |
| 2024               | Doha (Catar)       | Medalla de plata  | Dúo técnico      |
| 2024               | Doha (Catar)       | Medalla de bronce | Dúo libre        |
| Juegos Europeos    |                    |                   |                  |
| Año                | Lugar              | Medalla           | Prueba           |
| 2023               | Oświęcim (Polonia) | Medalla de bronce | Dúo libre        |
| Campeonato Europeo |                    |                   |                  |
| Año                | Lugar              | Medalla           | Prueba           |
| 2024               | Belgrado (Serbia)  | Medalla de plata  | Dúo técnico      |
| 2024               | Belgrado (Serbia)  | Medalla de plata  | Dúo libre        |